# Мельников, Владимир Михайлович (психолог)
Владимир Михайлович Мельников (род. 1935) — советский и российский учёный-психолог и педагог, доктор психологических наук (1976), профессор (1976).
Специалист в области общей и социальной психологии, психологии физического воспитания и спорта; автор около 200 научных работ, в том числе учебников и учебных пособий.

## Биография
Родился 26 января 1935 года.
Окончил Ростовский государственный педагогический институт (ныне Ростовский государственный педагогический университет). В 1968 году защитил кандидатскую диссертацию, в 1974 году — докторскую диссертацию на тему «Двигательные представления и их значение в управлении движениями: Экспериментальное исследование на материале спорта)».
Работал проректором по учебной и научной работе Института повышения квалификации преподавателей университетов и педвузов Академии педагогических наук СССР. В 1978 году возглавил кафедру психологии Государственного Центрального института физической культуры (ГЦОЛИФК, ныне Российский государственный университет физической культуры, спорта, молодёжи и туризма). С 1980 года работал в Высшей аттестационной комиссии СССР на должность начальника аттестационного отдела. Являлся членом диссертационных советов Института психологии Академии наук СССР, Академии управления МВД России, Российской Государственной академии физической культуры и туризма.
До 1998 года В. М. Мельников заведовал кафедрой психологии Российской государственной академии физической культуры. В настоящее время — профессор кафедры общей психологии и социальных коммуникаций социально-педагогического факультета Сочинского государственного университета.

## Заслуги
- Мастер спорта СССР по спортивной гимнастике; многократный призёр чемпионатов России, член сборной команды России (1957—1963).[4]
- Судья международной категории по спортивной гимнастике.[1]
- Действительный член Международной академии информационных процессов и технологий (1994), председатель её конкурсной комиссии.
- Действительный член Международной биографической ассоциации Кембриджского университета (1994).